# Man in Black (album)
Man in Black je album Johnnyja Casha, objavljen 1971. u izdanju Columbia Recordsa. Mnoge pjesme s albuma sadrže političke reference, općenite ili specifične, dok se naslovna pjesma odnosi na Cashovu odluku da na nastupima uživo nosi crno te na nemirna vremena u kojima je pjesma nastala, s posebnim naglaskom na Vijetnamski rat. Naslov albuma s vremenom je postao Cashov nadimak koji mu je nadjenula publika. Dvije pjesme - "Man in Black" i "Singin' in Vietnam Talkin' Blues" - objavljene su kao singlovi, a prva je postigla veliki uspjeh i popela se na 3. mjesto country ljestvice.

## Popis pjesama
1. "The Preacher Said Jesus Said" (Cash) – 3:39
2. "Orphan of the Road" (Dick Feller) – 3:36
3. "You've Got a New Light Shining in Your Eyes" (Cash) – 2:05
4. "If Not for Love" (Glenn D. Tubb, Larry Lee) – 3:06
5. "Man in Black" (Cash) – 2:52
6. "Singin' in Vietnam Talkin' Blues" (Cash) – 2:58
7. "Ned Kelly" (Cash) – 2:19
8. "Look for Me" (Glen Sherley, Harlan Sanders) – 2:21
9. "Dear Mrs." (Cash, Arnette J. Arnette) – 3:46
10. "I Talk to Jesus Every Day" (Tubb) – 2:03

## Izvođači
- Johnny Cash - vokali
- Carl Perkins, Bob Wootton - električna gitara
- Norman Blake - akustična gitara
- Jerry Shook - ritam gitara
- Marshall Grant - bas
- W.S. Holland - bubnjevi
- Farrell Morris - perkusije
- June Carter Cash - vokali

## Ljestvice
Album - Billboard (Sjeverna Amerika)
| Godina | Ljestvica      | Pozicija |
| ------ | -------------- | -------- |
| 1971.  | Country albumi | 1        |
| 1971.  | Pop albumi     | 56       |

Singlovi - Billboard (Sjeverna Amerika)
| Godina | Singl                              | Ljestvica        | Pozicija |
| ------ | ---------------------------------- | ---------------- | -------- |
| 1971.  | "Man in Black"                     | Country singlovi | 3        |
| 1971.  | "Man in Black"                     | Pop singlovi     | 58       |
| 1971.  | "Singin' in Vietnam Talkin' Blues" | Country singlovi | 18       |

## Vanjske poveznice
- Podaci o albumu i tekstovi pjesama